# 景瑞 (苏完那拉氏)
景瑞（1780年—1856年？），清朝官员，苏完叶赫那拉氏，镶蓝旗满洲人，慈禧太后的祖父。
景瑞出生于乾隆四十五年（1780年），父亲戶部員外郎吉朗阿，母亲是宗室爱新觉罗氏。他官至刑部河南司郎中。其父吉朗阿在嘉庆年间担任户部银库员外郎时，亏空二万一千六百两。道光二十三年（1843年），户部银库亏空案发，朝廷追缴亏空，要景瑞缴纳。景瑞没有全力赔付，于道光二十七年（1847年）一度下狱其子惠徵多方筹措，交清后，景瑞在道光二十九年（1849年）释放，他在咸丰六年之后去世。其妻瓜爾佳氏，生子惠徵，官至安徽徽甯池太廣道；惠春，官至三等侍卫。同治元年（1862年）八月十八日，追封慈禧皇太后曾祖父原任戶部員外郎吉朗阿、祖父原任刑部郎中景瑞、父原任安徽徽甯池太廣道惠徵為三等承恩公。曾祖母宗室氏（爱新觉罗氏）、祖母瓜爾佳氏為公妻一品夫人，祭一次，修墳建碑如例。